# Plešivec (Erzgebirge)
Der Plešivec  (deutsch Pleßberg) ist ein 1028 Meter hoher Berg des Erzgebirges in der Karlsbader Region auf dem Territorium der Tschechischen Republik.

## Lage und Umgebung
Der Pleßberg liegt südöstlich von Abertamy (Abertham) am markanten Steilabfall des Erzgebirges hinunter in das Egertal. Westlich des Berges liegt das Tal der Bystřice (Wistritz).

## Name
Für die Herleitung des deutschen Namens gibt es mehrere Varianten. Das mittelhochdeutsche Wort bloß bedeutet so viel wie nackt, also ein unbewaldeter Berg bzw. eine bloße Bergkuppe. Der tschechische Name wurde aus der deutschen Bezeichnung abgeleitet.

## Geschichte
Am 15. April 1889 gründete sich auf Initiative des Aberthamer Pfarrers Johann Endt der „Verein der Naturfreunde in Abertham“. Der Bau einer Warte auf dem Pleßberg war dabei bereits ein Grundanliegen, gleichwohl der Baugrund noch nicht im Eigentum des Vereins war. Doch bereits am 23. April 1889 besaß der Verein dieses für den Betrag für 340 Gulden. Der Bau der Warte nebst 15 Meter hohem Turm wurde 1893 für die veranschlagte Bausumme von 5400 Gulden begonnen, am 4. August 1895 wurde er feierlich eingeweiht. Die Finanzierung erfolgte über Spenden und Mitgliedsbeiträge sowie Darlehen. Im Sommer 1895 wurde der Fahrweg zum Gipfel ausgebaut. Von besonderer Bedeutung für die weitere touristische Entwicklung des Pleßberges war die Einbeziehung in den Verlauf des Kammweges im Jahr 1903. Fünf Jahre später erfolgte ein erster Erweiterungsbau der Warte, 1925 folgte eine Garage und 1927 folgte der Anbau des „Johann-Endt-Saals“ mit Einbau einer Dampfheizung. Später wurden noch eine Warmwasser- und Etagenheizung installiert.
1923 wurde der Turm mit Zinkblech neu eingedeckt. Die Aussichtslaterne wurde 1928 bei einem starken Sturm zerstört und bald darauf wieder neu errichtet. Am 12. September 1930 beschloss der Verein den Bau eines Elektrizitätsanschlusses für die Warte, am 9. Dezember begann der Bau und bereits am 21. Dezember 1930 wurden die Räume erstmals mit elektrischem Licht beleuchtet. 1931 entstand eine Freiterrasse für Sommergäste. Ein Umbau des Fahrwegs zur Straße wurde bereits 1911 trassiert und ab 1914 sukzessive realisiert. Bis mindestens 1939 gab es keine Wasserleitung zum Gipfel und so musste der Wirt das Wasser aufwändig aus einem am Berghang gelegenen Brunnen herbeischaffen. Eine Belebung des Fremdenverkehrs zog die Eröffnung der Bahnstrecken Karlsbad–Johanngeorgenstadt (1899) und Dallwitz–Merkelsgrün (1902) nach sich, am Bahnhof in Bärringen wurde für 200 Gulden eine Hinweistafel aufgestellt. Im Jahr 1909 wurde die Warte an das Fernsprechnetz angeschlossen. Bereits 1900 wurde durch den Verein ein Postkasten ersucht, erhielt diesen jedoch erst 1912. 1937 wurde ein weiterer Anbau fertiggestellt und am 2. Oktober des Jahres feierlich eingeweiht.
1928 wurde anlässlich des 150. Geburtstages von Friedrich Ludwig Jahn ein Gedenkstein eingeweiht. Dieser erinnerte bis kurz nach Ende des Zweiten Weltkrieges an ihn. Der Stein existiert noch immer, erinnert aber nicht mehr an Jahn.
Im Jahr 2003 wurde die Aussichtsplattform des Turmes etwas erhöht, um eine bessere Rundsicht zu gewähren.
Im Jahr 2013 wurde ein komplett neues Skigebiet eingerichtet. Der Gipfel wird nun im Winter von drei Sesselbahnen erschlossen.

## Sichtbare markante Punkte
- Auersberg
- Abertamy mit Ortsteil Hřebečná
- Blatenský vrch (Plattenberg)

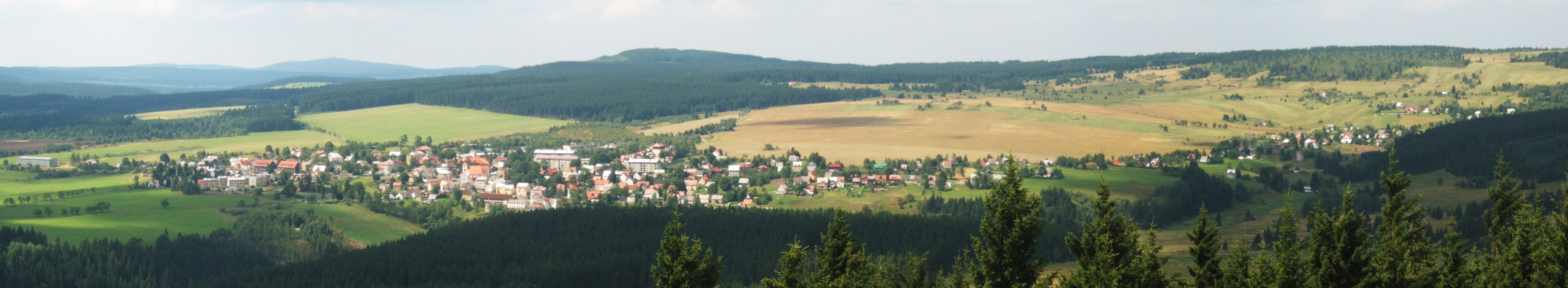
Ausblick auf Abertamy mit Hřebečná (rechts), im Hintergrund links in der Ferne der Auersberg, in der Mitte der Blatenský vrch

- Božídarský Špičák (Gottesgaber Spitzberg)
- Fichtelberg
- Klínovec (Keilberg)
- Mariánská
- Ostrov nad Ohří
- Karlovy Vary

## Routen zum Gipfel

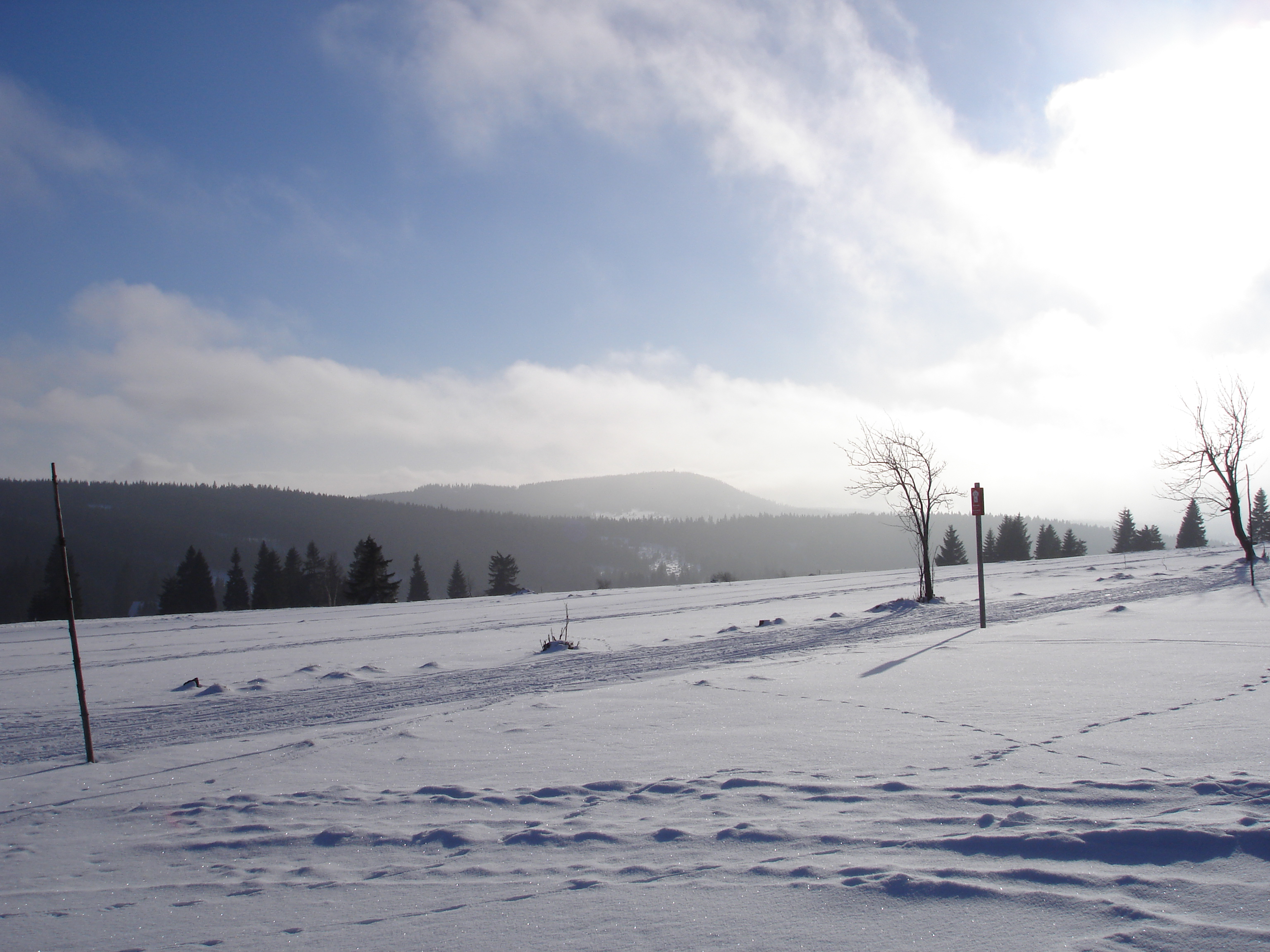
Blick zum Pleßberg von Hřebečná

- Von Boží Dar (Gottesgab) auf dem Anton-Günther-Weg, zunächst rot markiert bis hinter den Božídarský Špičák (Gottesgaber Spitzberg), dann der gelben Markierung bis zum Gipfel folgend (ca. 12 km).
- Vom Bahnhof Pernink (Bärringen) an der Bahnstrecke Karlovy Vary–Johanngeorgenstadt auf der Landstraße im Tal der Bystřice abwärts bis Pstruží (Salmthal). Im Ort links abbiegen und durch den romantischen Modesgrund aufwärts bis Abertamy. Hier den grün markierten Anton-Günther-Weg aufwärts bis zur Bergkuppe (ca. 10 km).
- Eine Fahrstraße bis auf den Gipfel zweigt von der Straße Nr. 219 Abertamy–Jachymov unweit Abertamy ab.